# アルゼンティニアン・ヘアレス・ドッグ
アルゼンティニアン・ヘアレス・ドッグ（英：Argentinian Hairless Dog）は、アルゼンチンのブエノスアイレス原産のヘアレス犬種のひとつである。別名はピラ・ドッグ（英：Pila Dog）など。

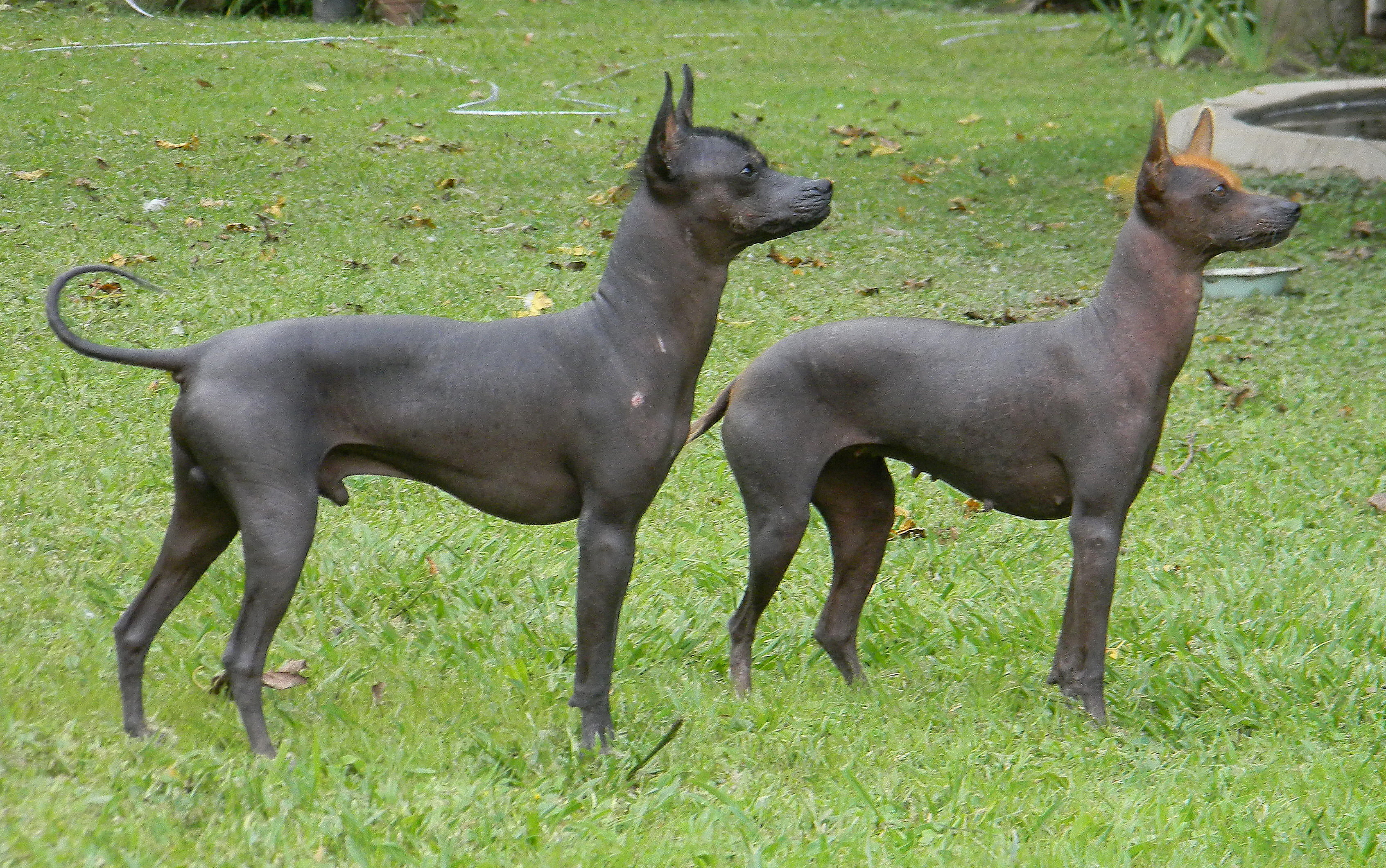
アルゼンティニアン・ヘアレス・ドッグ

## 歴史
ヘアレス犬種としては新しいほうの犬種で、15世紀ごろに作出されたものである。ペルーから輸入されたペルービアン・ヘアレス・ドッグおよびペルービアン・インカ・オーキッドが元となっており、これの冠毛をもつタイプの犬から発展したものである。
主に愛玩犬としての飼育に用いられているが、他のヘアレス犬種と同じく主人の寝床を暖めたり、温湿布の代わりとして主人やその家族に本種の身体を当てて暖めたりするのにも用いられた。「医薬品」としての効能は他のヘアレス犬種と同じで、打ち身や打撲、生理痛、風邪や冷え性などである。なお、食用には用いられていない。
現在は非常に希少な犬種となっており、アルゼンチン国内でもなかなか見られなくなってきている。少数の愛好家によって保護は行われているが、絶滅の危機にあることに変わりはない。

## 特徴
タテガミのあるタイプのペルービアン・ヘアレス・ドッグ、あるいはペルービアン・インカ・オーキッドにきわめて似た容姿をしている。引き締まった体つきをしており、脚は細く長い。マズルも細めで、ヘアレス犬種ゆえに他犬種と比べると歯の数が少なく欠如している。耳は立ち耳、尾は垂れ尾。コートはほとんどなく、モヒカンのように頭部に毛の房があったり、足先や尾先に部分的に生えている。毛色に制限はない。肌はしっとりとしており、触ると柔らかく暖かい。肌の色は黒か紫で、それに加えて桃色のスポットをもつ個体もいる。
通常、このように毛が少ない個体をヘアレスと呼ぶが、他のヘアレス犬種と同じで毛が全身に生え、歯の欠如がないパウダーパフという個体も存在する。パウダーパフ個体はロングコートで、遺伝的な安定を図る目的でヘアレス個体と交配させるために確保される。性格は愛情深く忠実であるが、警戒心が強い。アルゼンチンではあまり問題ないが、毛が少ないので冬季が寒い場所で飼育する際には洋服を着せるなどして保温を行わないと、凍えてしまう。ヘアレス個体の場合はコートの手入れはほとんど必要ないが、毎日身体に犬用スキンクリームを塗ってマッサージを行うスキンケアが必要である。また、パウダーパフ個体は毎日のブラッシングと定期的なトリミングが必要である。運動量は少なく、かかりやすい病気は両個体ともに皮膚疾患である。